# Lista över kommuner i departementet Maine-et-Loire
Detta är en lista över de 363 kommunerna i departementet Maine-et-Loire i Frankrike.

(CAA) Communauté d'agglomération d'Angers, skapat 2001.

(CAC) Communauté d'agglomération du Choletais, skapat 2001.

(CAS) Communauté d'agglomération Saumur Loire Développement, skapat 2001.